# Verdinglichung (Wohnungseigentum)
Im deutschen Wohnungseigentumsrecht wird als Verdinglichung die Tatsache bezeichnet, dass die Gemeinschaftsordnung einer Wohnungseigentümergemeinschaft, die eigentlich dem Schuldrecht unterliegen würde, eine dingliche Wirkung entfaltet, wenn sie gemäß § 5 Abs. 4 Satz 1 und § 10 Abs. 3 WEG zum Inhalt des Sondereigentums gemacht wurde. Die Gemeinschaftsordnung ist dann mit jedem zur Gemeinschaft gehörenden Wohnungseigentum (bzw. Teileigentum) rechtlich untrennbar verbunden.

## Bedeutung für das Wohnungseigentum
Es ist von großer praktischer Bedeutung für eine Wohnungseigentümergemeinschaft, dass die vereinbarten Regeln über die Rechte und Pflichten auch ausnahmslos für alle Mitglieder der Gemeinschaft gelten. Das ist nur über die Verdinglichung der Vereinbarung zu erreichen, weil die Personen der Eigentümer wechseln können, zum Beispiel durch Verkauf einer Eigentumswohnung, und der neue Eigentümer an eine einfache schuldrechtliche Vereinbarung nicht gebunden wäre. 
Zu beachten ist dabei, dass das Wohnungseigentumsgesetz (WEG) sehr deutlich trennt zwischen Vereinbarung und Beschluss. Viele grundlegende Fragen sind nach den Vorschriften des WEG nur auf dem Wege der Vereinbarung der Wohnungseigentümer, nicht aber über Beschlüsse regelbar. Deshalb ist die Tatsache, dass Beschlüsse der Wohnungseigentümer ohne Grundbucheintragung ebenfalls für neu dazugekommene Wohnungseigentümer (Sondernachfolger eines Wohnungseigentümers, § 10 Abs. 4 WEG), bindend sind, nur in Angelegenheiten hilfreich, in denen wirksame Beschlüsse gefasst werden können.

## Der schuldrechtliche Vertrag als „Notlösung“
Wenn die Wohnungseigentümer einer Gemeinschaft in einem (schuldrechtlichen) Vertrag ihr Verhältnis regeln, hat dieser Vertrag zunächst den Vorteil, dass er formfrei ist. Er könnte sogar mündlich abgeschlossen werden, wird aber aus Beweisgründen praktisch immer schriftlich abgefasst. Solche Verträge werden bisweilen geschlossen, um den Beschwerlichkeiten der Verdinglichung (Förmlichkeiten und Kosten, s. u.) aus dem Weg zu gehen. 
Der Nachteil eines solchen Vertrages ist jedoch, dass er nur den Vertragsparteien Verpflichtungen auferlegen kann, also den Personen, die ihn abgeschlossen haben oder ihm nachträglich wirksam beigetreten sind. Wird eine Wohnung verkauft, hat der Käufer, wenn er Eigentümer geworden ist, keinerlei Pflichten aus dem Vertrag. Das gilt natürlich auch für den Gesellschaftsvertrag einer von allen (ursprünglichen) Eigentümern gegründeten Gesellschaft bürgerlichen Rechts (Deutschland), die u. a. häufig als Trägerin eines Mietenpools eingerichtet wird. 
Für Eigentümer ist es manchmal wirtschaftlich sehr verlockend, sich ihren Pflichten zu entziehen. Dementsprechend ist in der Wohnungseigentumspraxis festzustellen, dass dies auch geschieht. Bei einer gemeinsamen Wohnung von Eheleuten ist in vielen Fällen nur ein Ehepartner Eigentümer. Mit einer Übertragung des Eigentums auf den Ehegatten wäre dieser Schritt bereits getan.

## Verdinglichte Vereinbarung
Wenn die Vereinbarungen der Wohnungseigentümer über ihr Verhältnis zum Inhalt des Sondereigentums gemacht wurden und im Grundbuch eingetragen sind, gelten sie für jeden, der Eigentümer einer Wohnung in der Gemeinschaft ist. Dabei ist, anders als beim schuldrechtlichen Vertrag, kein Beitritt und die Zulassung des Beitritts nötig. Allein der Erwerb der Eigentümerstellung (Eintragung als Eigentümer im Wohnungsgrundbuch) bewirkt, dass die verdinglichte Vereinbarung gilt. Ob der neue Eigentümer die Wohnung gekauft hat oder sie geschenkt erhielt, ob er in einer Zwangsversteigerung den Zuschlag erhielt oder ihm die Wohnung vererbt oder vermacht wurde, spielt keine Rolle.
Der Nachteil des größeren Aufwands bei der Verdinglichung einer Vereinbarung (Notar und Grundbuchamt, Zustimmung der aus den Wohnungsgrundbüchern dinglich Berechtigten) wird im Regelfall mehr als aufgewogen durch die entstehende Rechtssicherheit. Die Vereinbarung ist „wetterfest“, jeder Eigentümer ist zu jeder Zeit an sie gebunden. 

## Theoriestreit
Es wird in der Literatur auch die Auffassung vertreten (z. B. von Grziwotz), die in das Grundbuch aufgenommenen Vereinbarungen der Wohnungseigentümer, die als Inhalt des Sondereigentums festgestellt wurden, seien nicht von dinglicher, sondern lediglich von quasidinglicher Wirkung. Aus diesem Blickwinkel ist eine Verdinglichung natürlich bereits begrifflich fragwürdig. Allerdings werden die rechtlichen Auswirkungen der Verdinglichung von diesem Meinungsstreit nicht berührt.